# Назаренко Галина Олексіївна
Назаренко Галина Олексіївна (18 листопада 1968, Петриківка, Петриківський район, Дніпропетровська область) — українська художниця, майстриня петриківського розпису. Одна з найбільш активних і знаних сучасних петриківських майстринь, має в доробку кілька десятків виставок, зокрема близько 25 персональних, у багатьох країнах світу — Україні, Франції, Болгарії, США, Канаді, Грузії, Білорусі, Кувейті, Узбекистані, Китаї, Туркменістані, Іспанії, Греції, Нідерландах. Після виставок у Франції її прийняли до Асоціації сучасного мистецтва міста Морестель.

## Біографія
У 1980—1984 роках навчалась у Петриківський дитячій художній школі, де її вчителем був відомий майстер петриківського розпису Федір Панко. У 1984—1988 роках навчалась у Миргородському керамічному технікумі. З 1989 року працює у Петриківці, в Експериментальному цеху петриківського розпису при Дніпропетровському художньо-виробничому комбінаті Дніпропетровської організації Національної спілки художників України, який в 1998 році переіменували на Центр народного мистецтва «Петриківка».